# Rohrbach (Zwitserland)
Rohrbach is een gemeente en plaats in het Zwitserse kanton Bern, en maakt deel uit van het district Oberaargau.
Rohrbach telt 1.402 inwoners.

## Geboren
- Dominique Aegerter (1990), motorcoureur